# Дохерти, Питер (иммунолог)
Питер Чарльз До́херти (англ. Peter Charles Doherty; род. 15 октября, 1940, Брисбен, Австралия) — австралийский ветеринар и учёный, лауреат Нобелевской премии по физиологии и медицине 1996 года «За открытия в области иммунной системы человека, в частности её способности выявлять клетки, пораженные вирусом». Австралиец года (1997).
Член Австралийской академии наук (1983), Лондонского королевского общества (1987), иностранный член Национальной академии наук США (1998), Российской академии наук (2006).

## Биография
Питер Дохерти родился 15 октября 1940 года в австралийском городе Брисбен (Квинсленд). Окончил Университет Квинсленда в 1966 году, после чего защитил диссертацию в Эдинбургском университете (Шотландия) и получил степень доктора философии в 1970 году. После этого Доэрти вернулся в Австралию в Школу медицинских исследований Джона Куртина (Канберра), где он выполнил свои известные иммунологические работы по распознаванию T-лимфоцитами антигена. В настоящее время в основном работает в Университете Мельбурна (Виктория), а также в Детском исследовательском госпитале Сент-Джуд в Мемфисе.
В 2016 году вместе с другими 106-ю нобелевскими лауреатами подписал письмо с призывом к Greenpeace, Организации Объединенных Наций и правительствам всего мира прекратить борьбу с генетически модифицированными организмами (ГМО).
В 1995 году Дохерти получил премию Альберта Ласкера за фундаментальные медицинские исследования. В 1996 году он вместе с Рольфом Цинкернагелем получил Нобелевскую премию по физиологии и медицине. 
Первый удостоенный Curtin Medal for Excellence in Medical Research Австралийского национального университета (2003).
Компаньон ордена Австралии.